# Hannah Stockbauer
Hannah Stockbauer (Núremberg, Alemania, 7 de enero de 1982) es una nadadora alemana especializada en pruebas de estilo libre, donde consiguió ser medallista de bronce olímpica en 2004 en los 4x200 metros y tres veces campeona mundial en el año 2003.

## Carrera deportiva
En el Campeonato Mundial de Natación de 2003 celebrado en Barcelona ganó tres medallas de oro en las pruebas de 400, 800 y 1500 metros estilo libre, con unos tiempos de 4:06.75 segundos, 8:23.66 segundos y 16:00.18 segundos, respectivamente; al año siguiente, en los Juegos Olímpicos de Atenas 2004 ganó la medalla de bronce en los relevos de 4x200 metros estilo libre, con un tiempo de 7:57.37 segundos, tras Estados Unidos (oro) y China (plata).

## Palmarés internacional
| Juegos Olímpicos               | Juegos Olímpicos   | Juegos Olímpicos  | Juegos Olímpicos |
| Año                            | Lugar              | Medalla           | Prueba           |
| ------------------------------ | ------------------ | ----------------- | ---------------- |
| 2004                           | Atenas (Grecia)    | Medalla de bronce | 4 × 200 m libre  |
| Campeonato Mundial de Natación |                    |                   |                  |
| Año                            | Lugar              | Medalla           | Prueba           |
| 2001                           | Fukuoka (Japón)    | Medalla de oro    | 800 m libres     |
| 2001                           | Fukuoka (Japón)    | Medalla de oro    | 1500 m libres    |
| 2001                           | Fukuoka (Japón)    | Medalla de bronce | 400 m libres     |
| 2001                           | Fukuoka (Japón)    | Medalla de plata  | 4 × 200 m libres |
| 2003                           | Barcelona (España) | Medalla de oro    | 400 m libres     |
| 2003                           | Barcelona (España) | Medalla de oro    | 800 m libres     |
| 2003                           | Barcelona (España) | Medalla de oro    | 1500 m libres    |
| Campeonato Europeo de Natación |                    |                   |                  |
| Año                            | Lugar              | Medalla           | Prueba           |
| 1999                           | Estambul Turquía)  | Medalla de oro    | 800 m libres     |
| 1999                           | Estambul Turquía)  | Medalla de oro    | 4 × 200 m libres |
| 2002                           | Berlin Alemania)   | Medalla de oro    | 4 × 200 m libres |
| 2002                           | Berlin Alemania)   | Medalla de bronce | 800 m libres     |